# Offizierschule

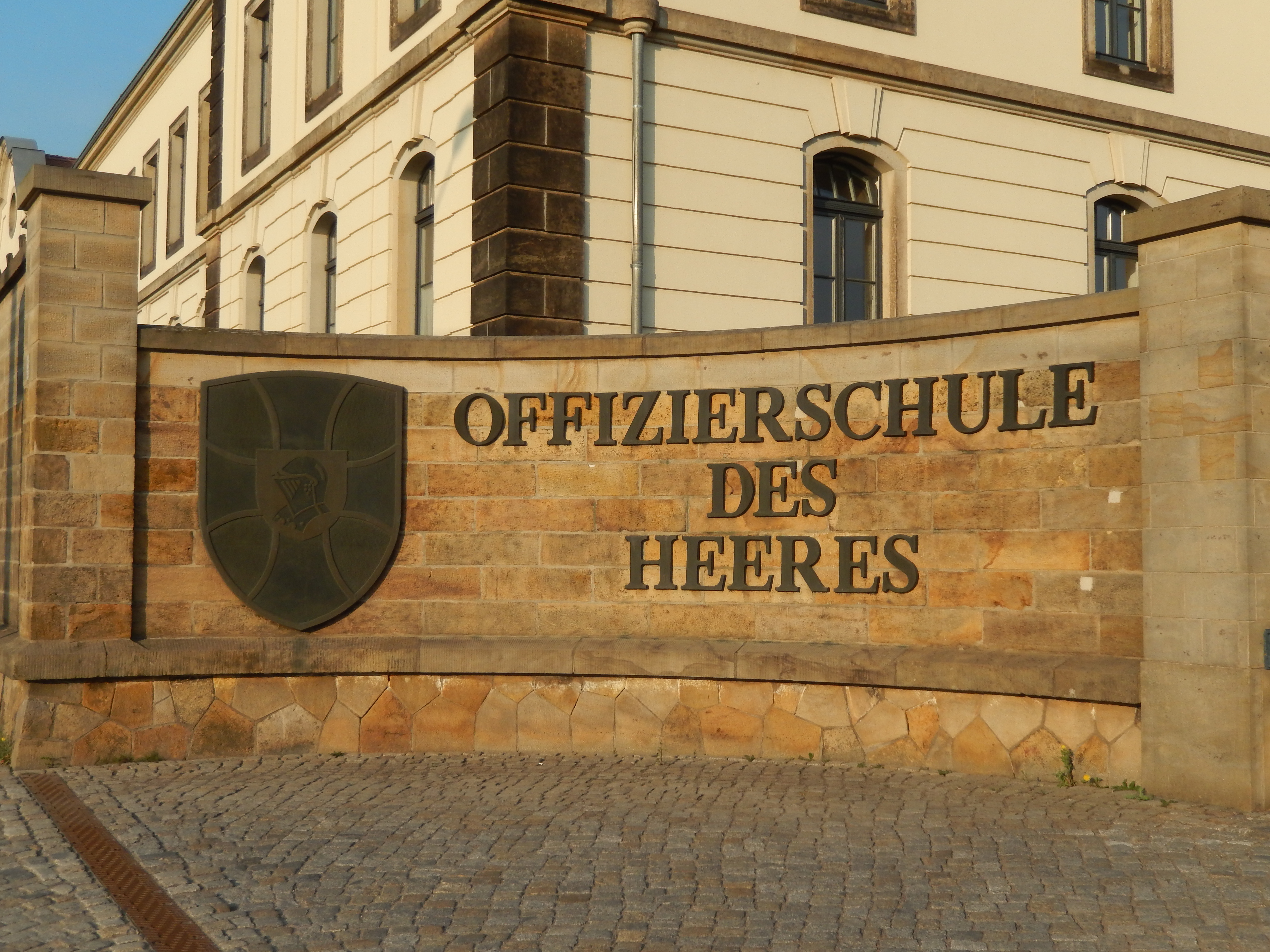
Dresden.Albertstadt Offizierschule

Eine Offizierschule (militärische Fachsprache in Deutschland), im Hochdeutschen jedoch und in der Schweiz wie auch in der Gemeinsamen Normdatei mit Fugen-s Offiziersschule, ist eine Ausbildungseinrichtung für Offiziere des Militärs.

## Typen von Offizierschulen
Die Offizierschulen verschiedener Länder unterscheiden sich in ihrem Ausbildungsansatz zum Teil erheblich. Sie orientieren sich meist bis zu einem gewissen Grade am zivilen Bildungssystem. Dabei kann man verschiedene Typen von Offizierschulen unterscheiden:
- Offizierschulen im engeren Sinne
- Offizierschulen mit akademischer Ausbildung, auch Offiziershochschulen
- Stabsakademien, auch Führungsakademien, Generalstabsakademien oder Generalstabsschulen

Dabei ist es nicht immer möglich, vom Namen einer Institution auf die Art der Ausbildung zu schließen. Die Begriffe Militärakademie und Kriegsschule können unterschiedliche Typen von Ausbildungsstätten bezeichnen. Auch die
im englischen Sprachraum häufigen military academies können jedem der o. g. Typen entsprechen oder auch nur einer Kadettenanstalt. Die Kadettenanstalten sind von den Offizierschulen zu unterscheiden. Sie dienen der vormilitärischen Ausbildung junger Leute im Schüleralter und führen meist zu einem allgemeinbildenden Schulabschluss bzw. zur Hochschulreife, während Offizierschulen der Berufsausbildung dienen.

### Offizierschulen im engeren Sinne

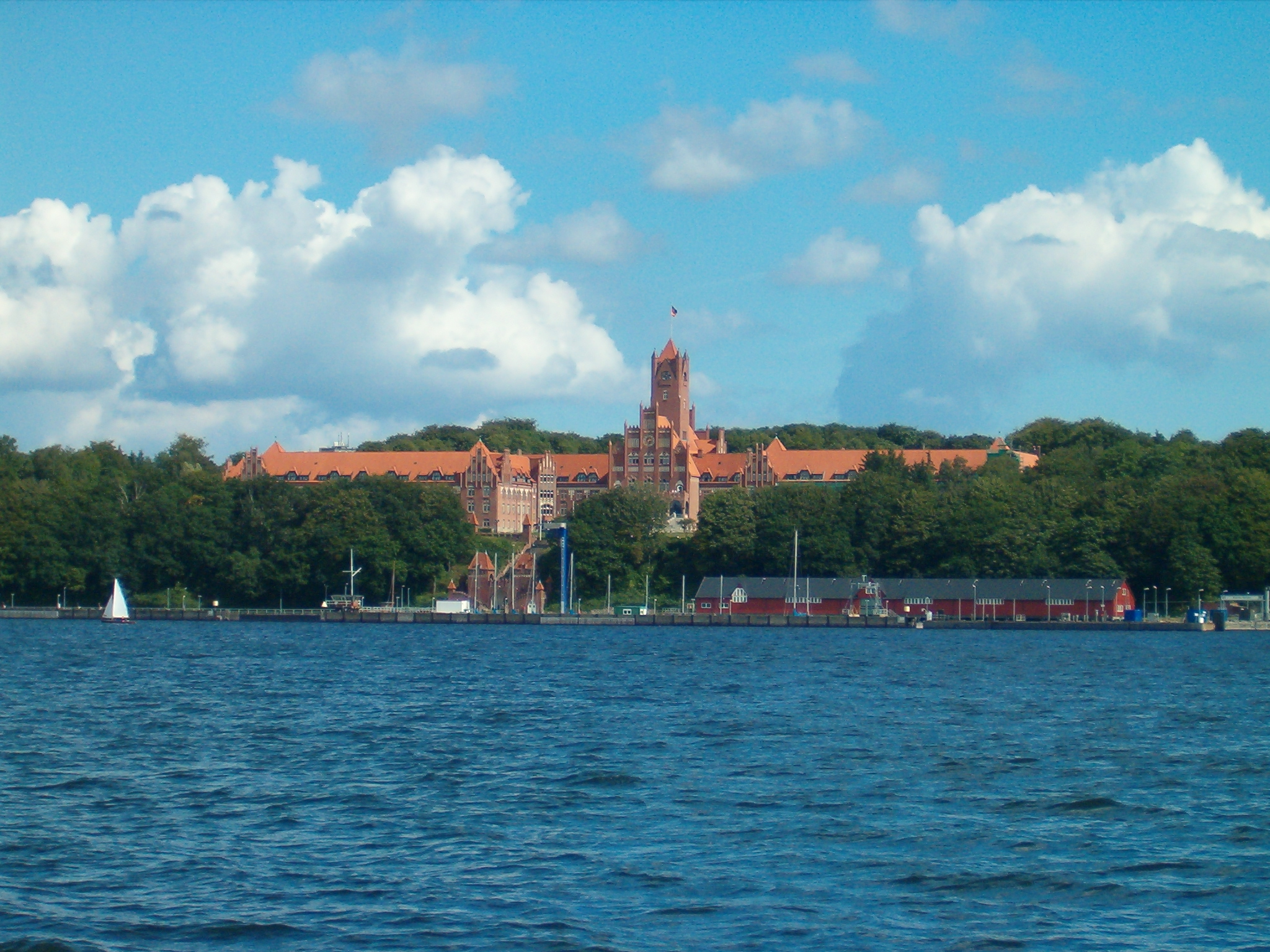
Marineschule Mürwik in Flensburg-Mürwik

Offizierschulen im engeren Sinne sind Bildungsinstitute, die angehenden Offizieren die militärischen Kenntnisse für ihren Beruf vermitteln. Dazu gehören zum Beispiel die Offizierschulen der Bundeswehr:
- Offizierschule des Heeres
- Offizierschule der Luftwaffe
- Marineschule Mürwik

Diese Schulen verleihen keinen akademischen Abschluss. Deutsche Offiziere erwerben ihre akademische Qualifikation an einer der Universitäten der Bundeswehr, die wiederum keine militärischen Inhalte lehren und deshalb nicht den Charakter von Offizierschulen haben. Diese Form rein ziviler Universitäten im Besitz der Streitkräfte findet in anderen Ländern keine direkte Entsprechung.
Offizierschulen im engeren Sinne sind die verschiedenen Officer Candidate Schools der US-Streitkräfte, auf denen bereits akademisch qualifizierte Offizieranwärter ihre militärische Ausbildung erhalten. Auch die britischen Streitkräfte stellen regelmäßig Universitätsabsolventen als Offizieranwärter ein, die an den Offizierschulen der Teilstreitkräfte ausgebildet werden.

### Offizierschulen mit akademischer Ausbildung

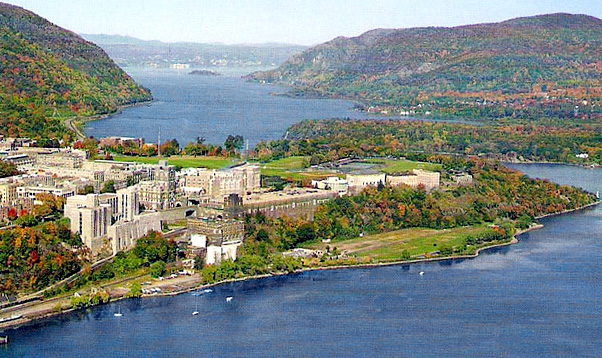
United States Military Academy, West Point

Die Offizierschulen vieler Länder verbinden Elemente der akademischen und militärischen Offizierausbildung miteinander und verleihen nach bestandener Ausbildung sowohl einen militärischen Abschluss als auch einen akademischen Grad. Dieser Form entsprechen zum Beispiel die großen Militärakademien der US-Streitkräfte. Auch die französischen Streitkräfte bilden ihre Offiziere nach einem System aus, das neben dem militärischen zu einem zivilen Abschluss als Ingenieur führt.

### Stabsakademien
Im Gegensatz zu den eigentlichen Offizierschulen, die jungen Offizieren Grundkenntnisse des Berufs vermitteln, dienen Stabsakademien dazu, Offiziere weiter zu bilden und sie für den Dienst in höheren Stäben vorzubereiten. Die bekannteste Form dieser Ausbildung ist die Generalstabsausbildung, die in Deutschland neben anderen Elementen der Stabsoffizierausbildung an der Führungsakademie der Bundeswehr in Hamburg stattfindet. In vielen Ländern ist in den vergangenen Jahren die Stabsausbildung der einzelnen Teilstreitkräfte zu einer streitkräftegemeinsamen Ausbildung zusammengefasst worden. Dadurch werden den Stabsoffizieren breitere Kenntnisse über die gesamten Streitkräfte vermittelt.

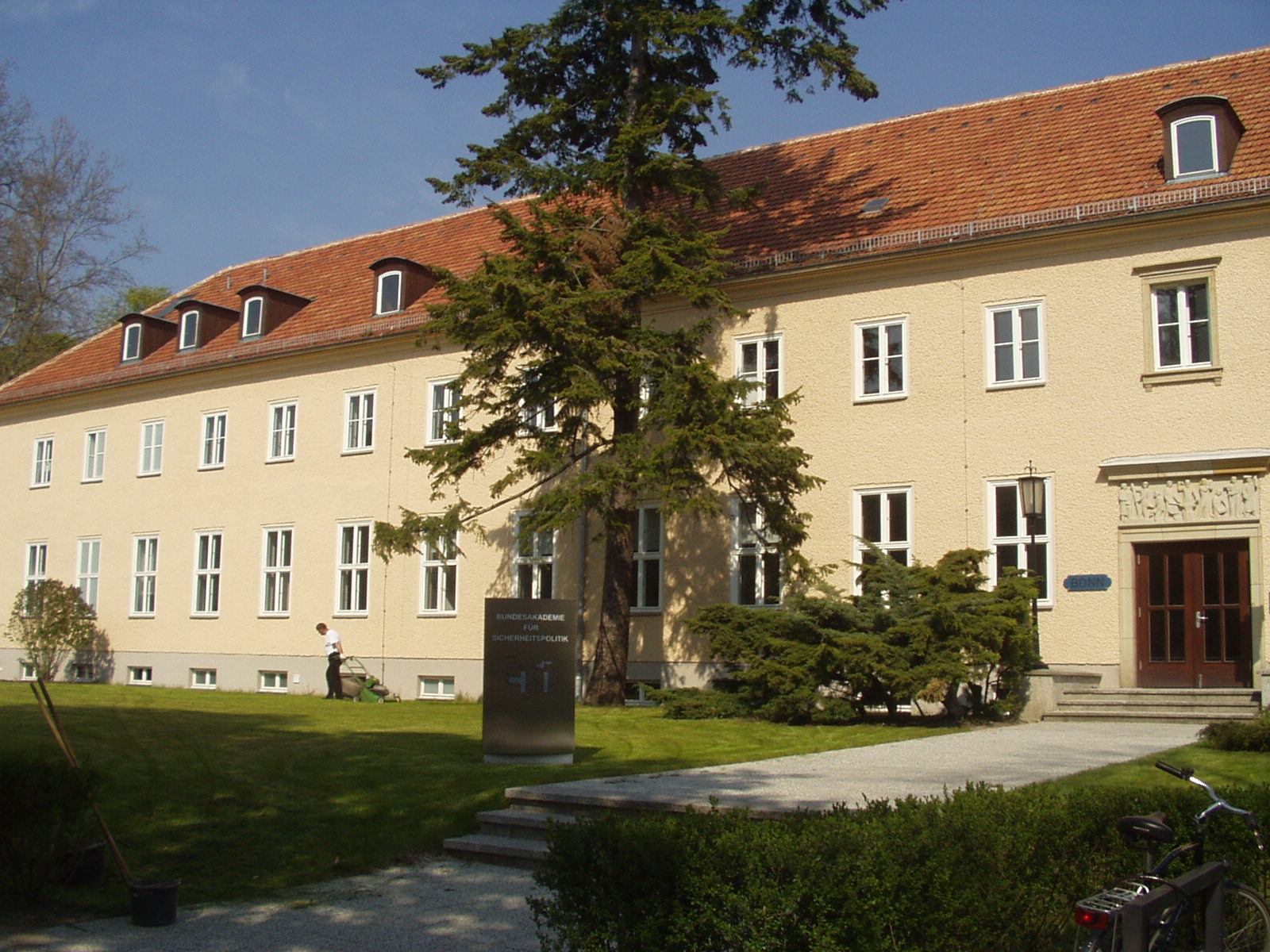
Bundesakademie für Sicherheitspolitik in Berlin

Oberhalb dieser Ausbildungsebene gibt es in einigen Ländern sicherheitspolitische Akademien, auf denen neben Offizieren auch höhere Beamte und andere Entscheidungsträger aus dem Bereich der Außen- und Sicherheitspolitik ausgebildet werden. Oberste sicherheitspolitische Ausbildungsstätte in Deutschland ist die Bundesakademie für Sicherheitspolitik in Berlin-Pankow.

## Offiziersausbildung in den Vereinigten Staaten
In den Vereinigten Staaten gibt es innerhalb der Teilstreitkräfte keinen einheitlichen Ausbildungsgang, sondern eine Vielzahl von Möglichkeiten für Offiziersanwärter. Die Offizierausbildung in den Vereinigten Staaten ist seit dem 19. Jahrhundert eng mit einer akademischen Ausbildung verknüpft und die Ernennung zum Offizier (englisch commission) setzt im Regelfall einen Hochschulabschluss voraus.

### Offizierschulen im engeren Sinne
Anwärter mit bestandenem Bachelor-Abschluss können über eine so genannte Officer Candidate School (OCS) Offizier werden. Für reguläre Anwärter beträgt die Ausbildungsdauer streitkräfteabhängig zwischen neun und 17 Wochen. Es gibt in jeder Teilstreitkraft eine OCS:
- Officer Candidate School des Heeres in Fort Benning, Georgia
- Officer Candidate School der Marine auf der Newport, Rhode Island
- Officer Candidates School des Marinekorps auf der Marine Corps Base Quantico, Virginia
- Officer Training School der Luftwaffe auf der Maxwell Air Force Base, Alabama
- Officer Candidates School der Küstenwache an der United States Coast Guard Academy in New London, Connecticut.

### Offizierschulen mit akademischer Ausbildung
Militärakademien des Bundes

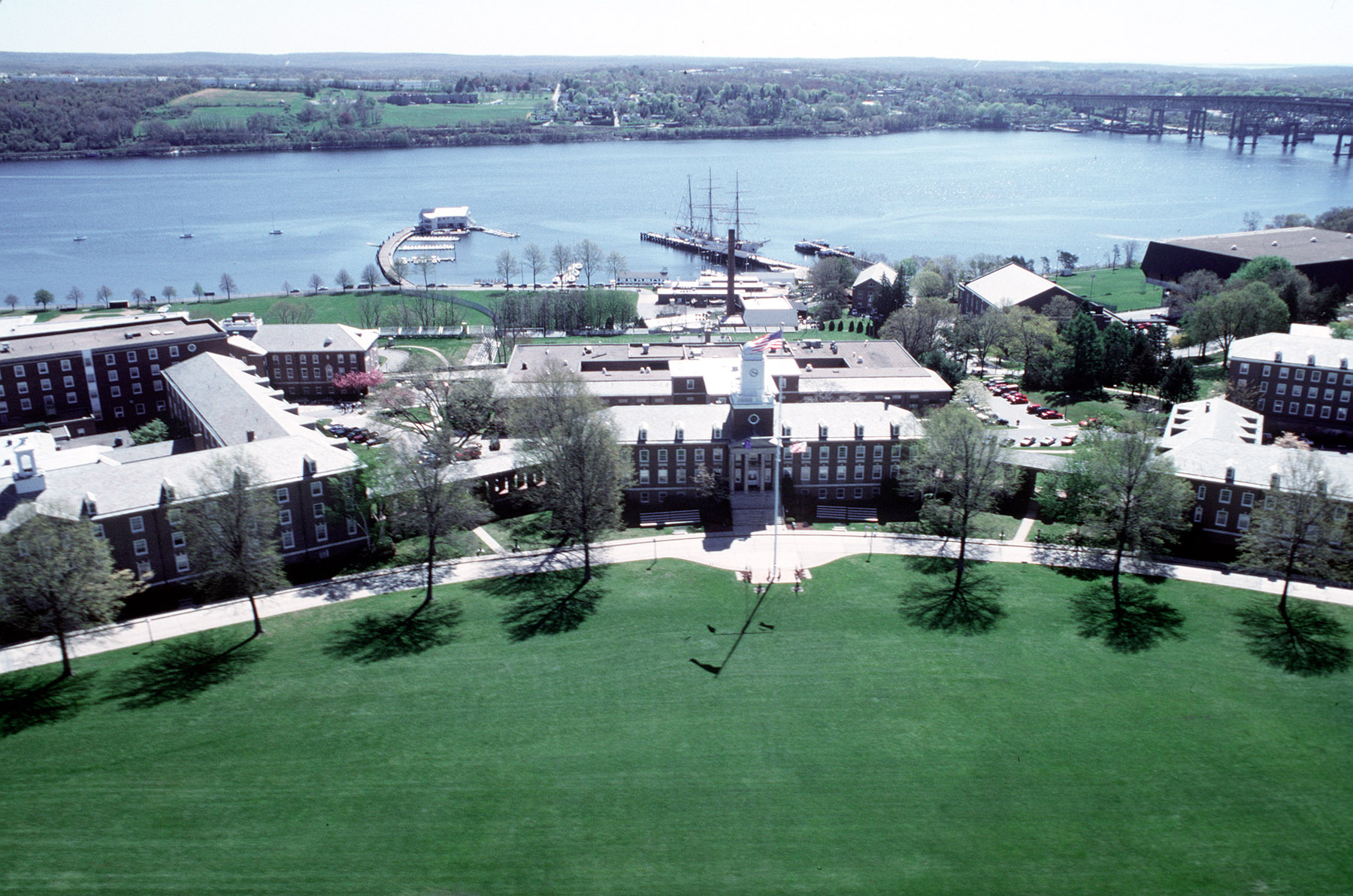
United States Coast Guard Academy

Die Offizieranwärter in diesen Akademien sind aktive Soldaten und müssen nach dem Abschluss fünf Jahre aktiven Dienst in den Streitkräften leisten. Die Akademien kombinieren eine militärische Ausbildung mit einer akademischen Collegeausbildung, die zum Abschluss Bachelor führt.
- Military Academy der US Army in West Point, New York
- Naval Academy in Annapolis, Maryland auch für das US Marine Corps
- Air Force Academy in Colorado Springs, Colorado.

Die Küstenwache der Vereinigten Staaten ist per Gesetz eine eigene Teilstreitkraft, die im Frieden jedoch dem Ministerium für Innere Sicherheit untersteht. Die Lehrgänge finden an der Coast Guard Academy in New London, Connecticut statt.
Die United States Merchant Marine Academy der United States Maritime Administration in Kings Point, New York bereitet ihre Studenten für einen Beruf als Nautischer Offizier, Schiffsingenieur oder für die maritime Wirtschaft vor. Gleichzeitig sind sie Offizieranwärter der United States Navy Reserve. Neben fünf Jahren Dienst in der Handelsmarine oder der maritimen Wirtschaft sind acht Jahre als Dienst als Reserveoffizier in einer Teilstreitkraft obligatorisch. Ein Drittel der Absolventen dient nach dem Abschluss direkt als aktiver Offizier in den Streitkräften.
Private und Staatliche Militärakademien und Hochschulen mit Kadettenkorps

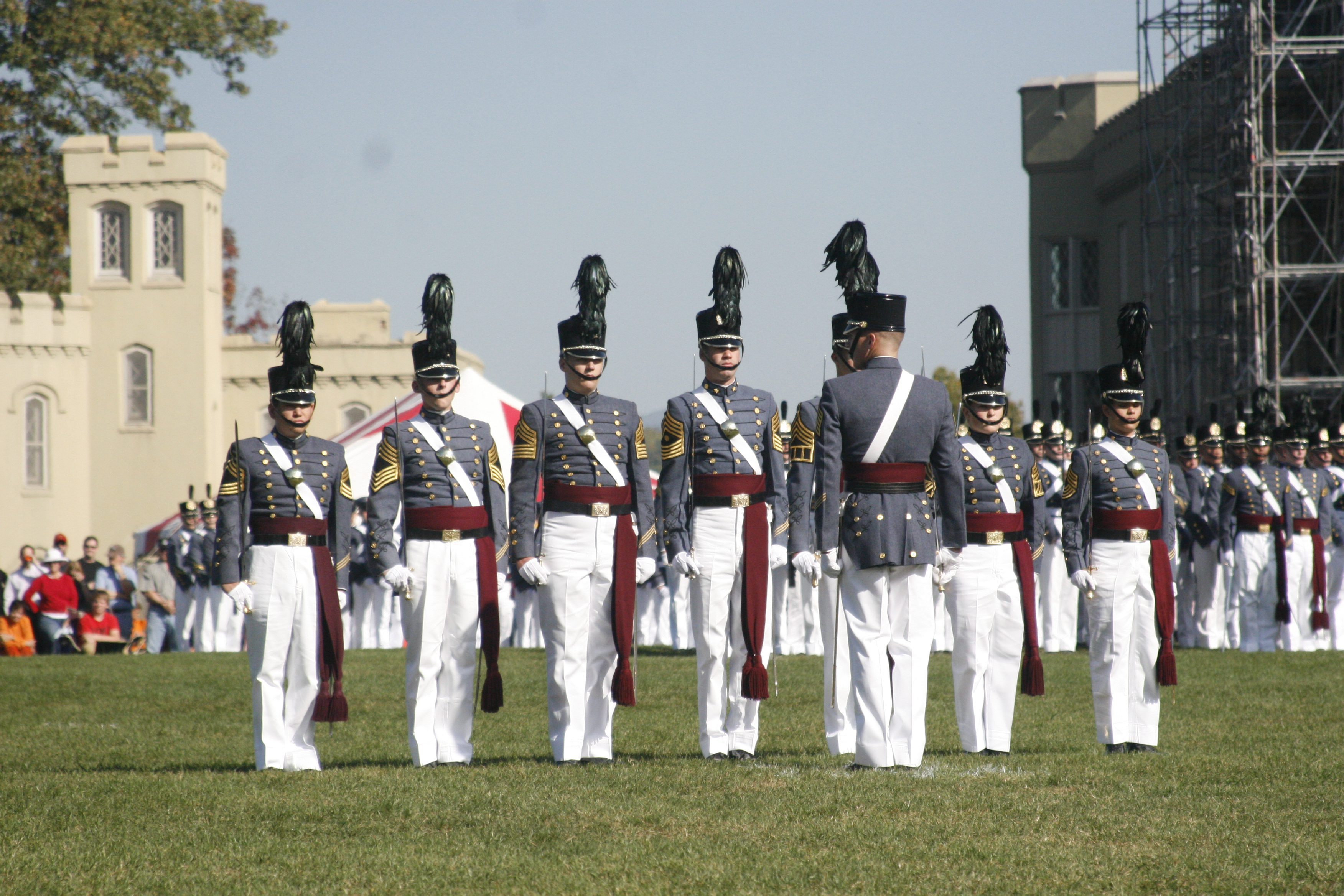
Kadetten des Virginia Military Institut, einem Senior Military College

Bundesstaaten und auch private Hochschulen unterhalten Militärakademien oder ein Kadettenkorps die nach dem Standards der Militärakademien des Bundes ausbilden und dessen Absolventen ein Offizierspatent der US-Streitkräfte erhalten. Die eigentliche militärischen Inhalte finden dabei durch das Programm des Reserve Officer Training Corps statt. Im Gegensatz zu den Militärakademien sind die Offizieranwärter keine aktiven Soldaten und unterliegen nicht der Militärgerichtsbarkeit.
- Es existieren sechs Senior Military Colleges mit besonderem Status nach der Militärgesetzgebung: Texas A&M University, Norwich University, Virginia Military Institute, The Citadel, Virginia Polytechnic Institute and State University und North Georgia College and State University. Offizieranwärter dieser Hochschulen sind in einem Kadettenkorps mit militärischen Regeln organisiert und verpflichtet, Uniform zu tragen.[3] Absolventen dieser Colleges haben das Recht, als aktive Offiziere in einer von Ihnen gewählten Teilstreitkraft zu dienen.[5][4]
- Military-Junior-Colleges bieten einen Associate-Abschluss, vorher oft einen High-School-Abschluss und ein zweijähriges Army ROTC Programm. Im Rahmen des Early Commission Programm können Studenten nach zwei Jahren eine Offizierspatent erhalten. Vollenden sie Ihr Studium mit dem Bachelor-Abschluss an einer anderen Hochschule und dienen gleichzeitig als Reserveoffizier in der Reserve oder Nationalgarde, haben sie das Recht, als aktiver Offizier zu dienen. Es existieren vier Junior-Colleges: Georgia Military College, Marion Military Institute, New Mexico Military Institute und Valley Forge Military Academy and College.[5]
- Sonstige private und staatliche Hochschulen und Universitäten, die ein Kadettenkorps anbieten, jedoch keinen besonderen Status besitzen. Das ROTC findet parallel zum Leben im Kadettenkorps statt.

### Hochschulen mit Offizierausbildung

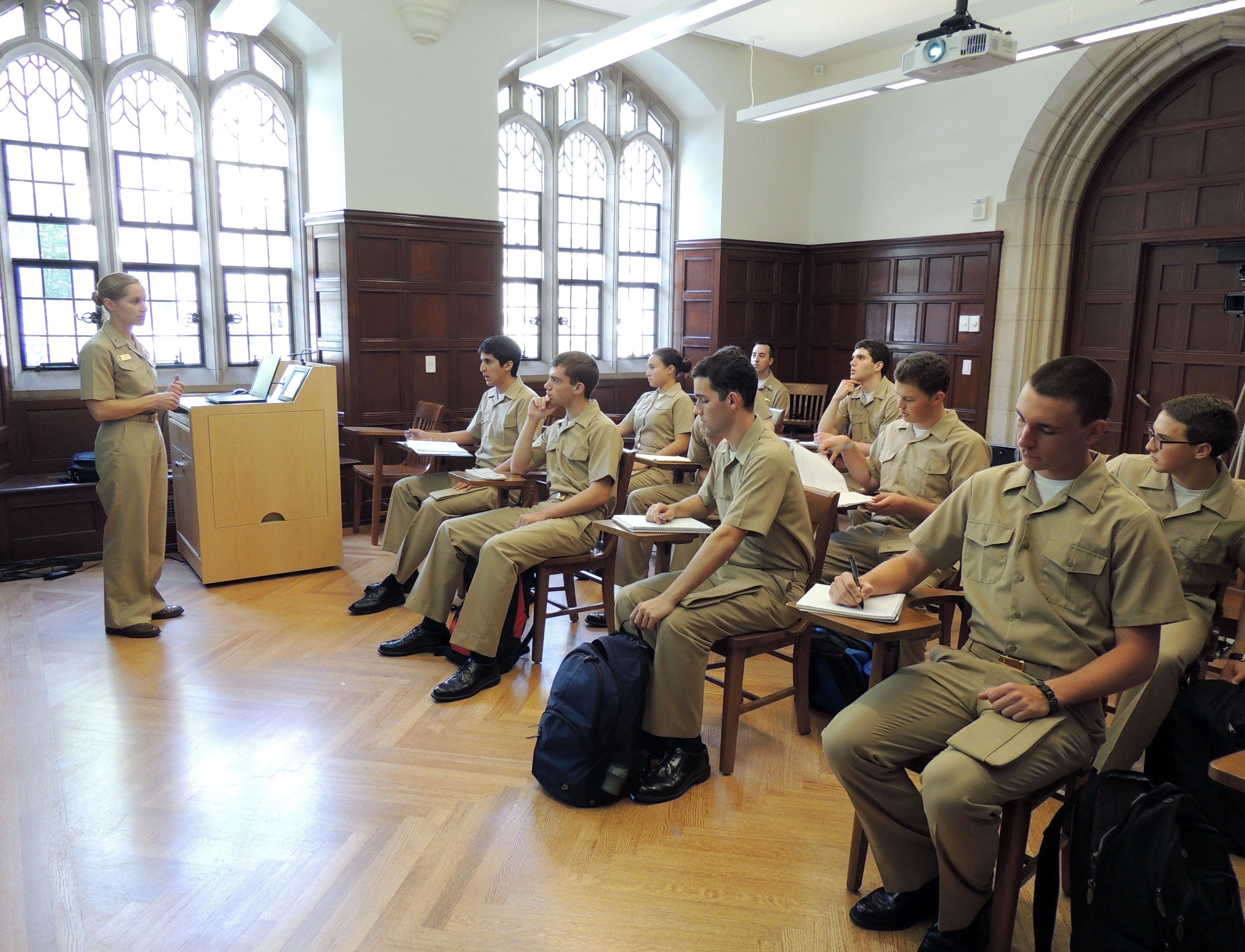
Vorlesung in Naval Science an der Yale University

An den meisten Universitäten und Hochschulen in den USA gibt es kein Kadettenkorps mehr. Das Reserve Officer Training Corps (ROTC) ist als Wahlfach an vielen Hochschulen konzipiert und der dritte mögliche Ausbildungsweg eines Offizieranwärter für die aktiven Streitkräfte in den Vereinigten Staaten. Lehrinhalte sind Führung, Problembewältigung, strategisches Denken und Ethik. Die Einrichtung und der Betrieb des ROTC ist im US-Gesetzbuch, Title 10 geregelt. Die Ausbildung im Rahmen des ROTC findet auf dem zivilen Campus statt. Nur während der Ausbildung wird Uniform getragen. Die Studenten sind nicht getrennt untergebracht. An Hochschulen ohne eigenen ROTC-Programm findet die Ausbildung an einer benachbarten Hochschule statt.

### Stabsakademien
Die US-Teilstreitkräfte verfügen jeweils über eigene Stabsakademien. Die entsprechende gemeinsame Einrichtung sind das US Armed Forces Command and Staff College in Norfolk, VA sowie, als höchste akademische Ausbildungsstätte, die National Defense University in Washington, D.C.

## Offiziersausbildung im Vereinigten Königreich
Die Offiziersausbildung im Vereinigten Königreich findet in der Royal Military Academy Sandhurst im südenglischen Sandhurst in Berkshire, etwa 60 Kilometer südwestlich von London statt. Im Britannia Royal Naval College werden die Offiziere für die Marine ausgebildet. Das College liegt auf einem Hügel, von dem aus man den Hafen von Dartmouth, Devon, England überschaut.
Die Offiziere der Luftwaffe werden im Royal Air Force College Cranwell ausgebildet. Das College ist auf dem Militärflugplatz RAF Cranwell in Cranwell (Grafschaft Lincolnshire) gelegen. Im Commando Training Centre Royal Marines werden die Royal Marines ausgebildet. Das Centre befindet sich nahe der Ortschaft Lympstone in der Grafschaft Devon.

## Offiziersausbildung in Frankreich
Die Offiziersausbildung in Frankreich erfolgt in: École polytechnique, École spéciale militaire de Saint-Cyr, École des officiers de la gendarmerie nationale, École navale, École de l’air, École militaire interarmes, École militaire supérieure d’administration et de management und École de santé des armées.

## Offiziersausbildung in der Schweiz
In der Schweiz ist bei der Offiziersausbildung zwischen der Ausbildung für Milizoffiziere und der für Berufsoffiziere zu unterscheiden.

### Milizoffiziere
In den Offiziersschulen der Lehrverbände und der Luftwaffe werden Milizunteroffiziere (meist im Rang eines Wachtmeisters) in 15 Wochen zu Offizieren im Rang eines Leutnant ausgebildet. Diese Offiziersschulen sind Offiziersschulen im engeren Sinne. Milizoffiziere übernehmen in ihrem praktischen Dienst im Anschluss meist die Funktion eines Zugführers in einer Rekrutenschule und später in einer Einheit.

### Berufsoffiziere
Die Ausbildung zum Berufsoffiziere (BO) hingegen beginnt mit Bewerbung beim Departement für Verteidigung, Bevölkerungsschutz und Sport. Voraussetzungen hierfür sind unter anderem der Milizoffiziersrang. Nach erfolgreicher Eignungsabklärung werden angehende BO („Kandidaten“) in einer Kompanie einer Rekrutenschule, z. B. als Stellvertreter des Einheitskommandanten oder als Kommandozugführer eingesetzt. In dieser Zeit können sich die Kandidaten auf die Zulassungsprüfungen für die Militärakademie an der ETH Zürich (MILAK) vorbereiten und notwendige Militärdienste leisten. An der MILAK können die Kandidaten sich entweder auf den Bachelorlehrgang (BLG) oder auf den Diplomlehrgang (DLG) bewerben. Der BLG dauert 3,5 Jahre und setzt die eidgenössische oder kantonale Maturität oder eine Berufsmaturität mit Ergänzungsprüfung voraus und wird mit dem eidgenössisch Diplom zum Berufsoffizier und dem Bachelor of Arts ETH in Staatswissenschaften abgeschlossen. Der DLG dauert 18 Monate setzt einen Abschluss einer universitären Hochschule oder einen staatlich anerkannten Abschluss einer Fachhochschule voraus und wird mit dem eidgenössischen Diplom zum Berufsoffizier und dem Diploma of Advanced Studies ETH in Militärwissenschaften abgeschlossen. Die MILAK ist demnach eine Offiziershochschule.
BO werden in verschiedenen Funktionen in Rekrutenschulen, Kaderschulen und Stäben eingesetzt.
- zur Ausbildung und Führung in Rekrutenschulen und Kaderschulen, Kaderselektion, Kaderausbildung und -betreuung;
- als Kommandant von Einsatzverbänden, Rekruten- und Kaderschulen;
- als militärischer Experte in den Bereichen Ausbildung, Einsatzplanung, Doktrin und Rüstungsplanung und
- als Chef/in oder Mitarbeiter/in in Stäben.

### Höhere Kaderausbildung
Für die höhere Kaderausbildung (Milizhauptleute auf Stufe Einheit und Berufsoffiziere) ist das Ausbildungszentrum Höhere Kaderausbildung der Armee (HKA) zuständig. Es umfasst die Stabsakademien
- Zentralschule (ZS) in Luzern, welche angehenden Einheitskommandanten, der Truppenkörperkommandanten sowie der Führungsgehilfen des Truppenkörperstabes ausbildet; und
- Generalsstabsschule (Gst S) in Luzern, welche die Grund- und Weiterausbildung der Generalstabsoffiziere übernimmt und Stabsoffiziere der Grossen Verbände ausbildet.